# Уотсон, Уилли (футболист, 1949)
Уильям Уотсон (англ. William Watson; род. 4 декабря 1949, New Stevenston, также известный как Уилли Уотсон  (англ. Willie Watson) — шотландский футболист, выступавший на позиции защитника. Выступал за английский клуб «Манчестер Юнайтед», шотландские «Мотеруэлл» и «Данди» и американские «Майами Торос» и «Феникс Инферно».

## Клубная карьера
Уилли выступал за школьную сборную Шотландии по футболу и привлёк внимание английского клуба «Манчестер Юнайтед». В 1965 году он присоединился к футбольной академии «Манчестер Юнайтед». В декабре 1966 года подписал свой первый профессиональный контракт. Долгое время выступал за юношеские и резервные команды клуба, в основном составе дебютировал только 26 сентября 1970 года в матче Первого дивизиона против «Блэкпула». Всего в сезоне 1970/71 провёл за «Юнайтед» 10 матчей. В следующем сезоне не сыграл ни одного матча за основной состав, а в сезоне 1972/73 вышел на поле только четыре раза. В 1973 году на правах аренды провёл 18 матчей за клуб «Майами Торос» в Североамериканской футбольной лиге. Вернувшись в Великобританию уже в статусе свободного агента, в том же 1973 году подписал контракт с шотландским клубом «Мотеруэлл».
В составе «Мотеруэлла» Уотсон провёл пять сезонов, сыграв в общей сложности 173 матча.
В 1978 году перешёл в другой шотландский клуб «Данди», где провёл ещё два сезона и сыграл 44 матча.
В 1980 году переехал в США, где играл за индор-клуб «Феникс Инферно». Провёл в команде четыре сезона.